# グムンデン郡

グムンデン郡
Bezirk Gmunden

グムンデン郡（グムンデンぐん、独: Bezirk Gmunden）は、オーストリアのオーバーエスターライヒ州にある郡（Bezirk; 行政管区とも訳される）。郡庁所在地はグムンデン。
オーバーエスターライヒ州の南部に位置し、トラウン地方（Traunviertel; トラウンフィアテル）に含まれる。北西でフェクラブルック郡と、北でヴェルス＝ラント郡と、北東でキルヒドルフ・アン・デア・クレムス郡と、南東でシュタイアーマルク州のリーツェン郡と、南でザルツブルク州のザンクト・ヨーハン・イム・ポンガウ郡およびハライン郡と、南西で同じくザルツブルク州のザルツブルク＝ウムゲーブング郡と接する。
グムンデン郡には以下の20の市町村（Gemeinde; ゲマインデ）がある。そのうちバート・イシュルとグムンデンおよびラーキルヒェンが市（Stadt）に、7つが町（Marktgemeinde; 市場町）に指定されている。
- アルトミュンスター Altmünster （町）
- バート・ゴイゼルン Bad Goisern （町）
- バート・イシュル Bad Ischl （市）
- エーベンゼー Ebensee （町）
- グムンデン Gmunden （市）
- ゴーザウ Gosau
- グリューナウ・イム・アルムタール Grünau im Almtal
- グシュヴァント Gschwandt
- ハルシュタット Hallstatt （町）
- キルヒハム Kirchham
- ラーキルヒェン Laakirchen （市）
- オーバートラウン Obertraun
- オールスドルフ Ohlsdorf
- ピンスドルフ Pinsdorf
- ロイタム Roitham
- ザンクト・コンラート Sankt Konrad
- ザンクト・ヴォルフガング・イム・ザルツカンマーグート Sankt Wolfgang im Salzkammergut （町）
- シャールンシュタイン Scharnstein （町）
- トラウンキルヒェン Traunkirchen
- フォルヒドルフ Vorchdorf （町）